# Hilaire Momi
Hilaire Roméo Verdi Momi (ur. 16 marca 1990 w Bangi) – środkowoafrykański piłkarz występujący na pozycji napastnika.

## Kariera klubowa
Momi karierę rozpoczynał w 2007 roku w zespole DFC 8ème Arrondissement. W 2008 roku przeszedł do kameruńskiego Cotonsport Garua. W 2010 roku zdobył z nim mistrzostwo Kamerunu. W połowie 2011 roku podpisał kontrakt z francuskim Le Mans FC z Ligue 2. Zadebiutował tam 21 października 2011 roku w zremisowanym 1:1 pojedynku ze Stade de Reims. Barwy Le Mans reprezentował przez dwa sezony, a w 2013 roku odszedł z klubu/
W 2014 roku Momi został zawodnikiem belgijskiego zespołu Sint-Truidense VV, grającego w drugiej lidze. W sezonie 2014/2015 awansował z nim do pierwszej ligi. Zadebiutował w niej 13 września 2015 w zremisowanym 1:1 meczu z Charleroi. W styczniu 2016 został wypożyczony do drugoligowego RFC Seraing, gdzie występował do końca sezonu 2015/2016. W połowie 2016 odszedł natomiast z Sint-Truidense.
Na początku 2017 roku Momi podpisał kontrakt z marokańską Rają Casablanca. W sezonie 2019/2020 grał w klubie Mouloudia Dakhla. W 2020 roku zakończył w nim swoją karierę.
| Sezon   | Klub              | Kraj    | Rozgrywki     | Mecze | Bramki | Rozgrywki Europy | Mecze | Bramki |
| ------- | ----------------- | ------- | ------------- | ----- | ------ | ---------------- | ----- | ------ |
| 2011/12 | Le Mans FC        | Francja | Ligue 2       | 20    | 2      | -                | -     | -      |
| 2012/13 | Le Mans FC        | Francja | Ligue 2       | 8     | 0      | -                | -     | -      |
| 2014/15 | Sint-Truidense VV | Belgia  | Tweede klasse | 28    | 12     | -                | -     | -      |
| 2015/16 | Sint-Truidense VV | Belgia  | Eerste klasse | 9     | 0      | -                | -     | -      |
| 2015/16 | RFC Seraing       | Belgia  | Tweede klasse | 11    | 1      | -                | -     | -      |
| 2016/17 | Raja Casablanca   | Maroko  | GNF 1         | 14    | 4      | -                | -     | -      |
| 2017/18 | Raja Casablanca   | Maroko  | GNF 1         | 11    | 0      | -                | -     | -      |

## Kariera reprezentacyjna
W reprezentacji Republiki Środkowoafrykańskiej Momi zadebiutował w 2007 roku. Do 2018 roku rozegrał w niej 28 meczów i strzelił 7 goli.